# Fantasylajv
Ett Fantasy-lajv är ett lajv som utspelar sig i fantasy-miljö. 
Fantasylajv är den dominerande genren inom lajv, vilket också innebär att spännvidden inom genren är stor. På vissa fantasylajv kan det förekomma ett antal olika fantasy-varelser, både sådana som hämtats från litteraturen som orcher och alver och sådana som arrangörerna och spelarna själva har skapat. På andra fantasylajv är de övernaturliga inslagen mycket sällsynta och lajvet närmar sig mer ett historiskt lajv i fiktionen.  
Eftersom man på ett fantasylajv vill undvika moderna inslag väljer man oftast att hålla till utomhus i skogen, men man kan även hålla till inomhus i någon passande lokal. Ett typiskt fantasylajv sträcker sig normalt över en helg och har 200-300 deltagare, men variationen är stor. Mindre enkvällslajv är vanliga som förberedelser till större lajv. 
Det längsta fantasylajv som hållits i Sverige var Gyllene Hjortens Stormidsommar som pågick i nio dagar. Ett av de i deltagarantal största så kallade Sommarens Storlajv (det unika lajv som varje sommar låter mest tala om sig) var Högting.